# Intourist

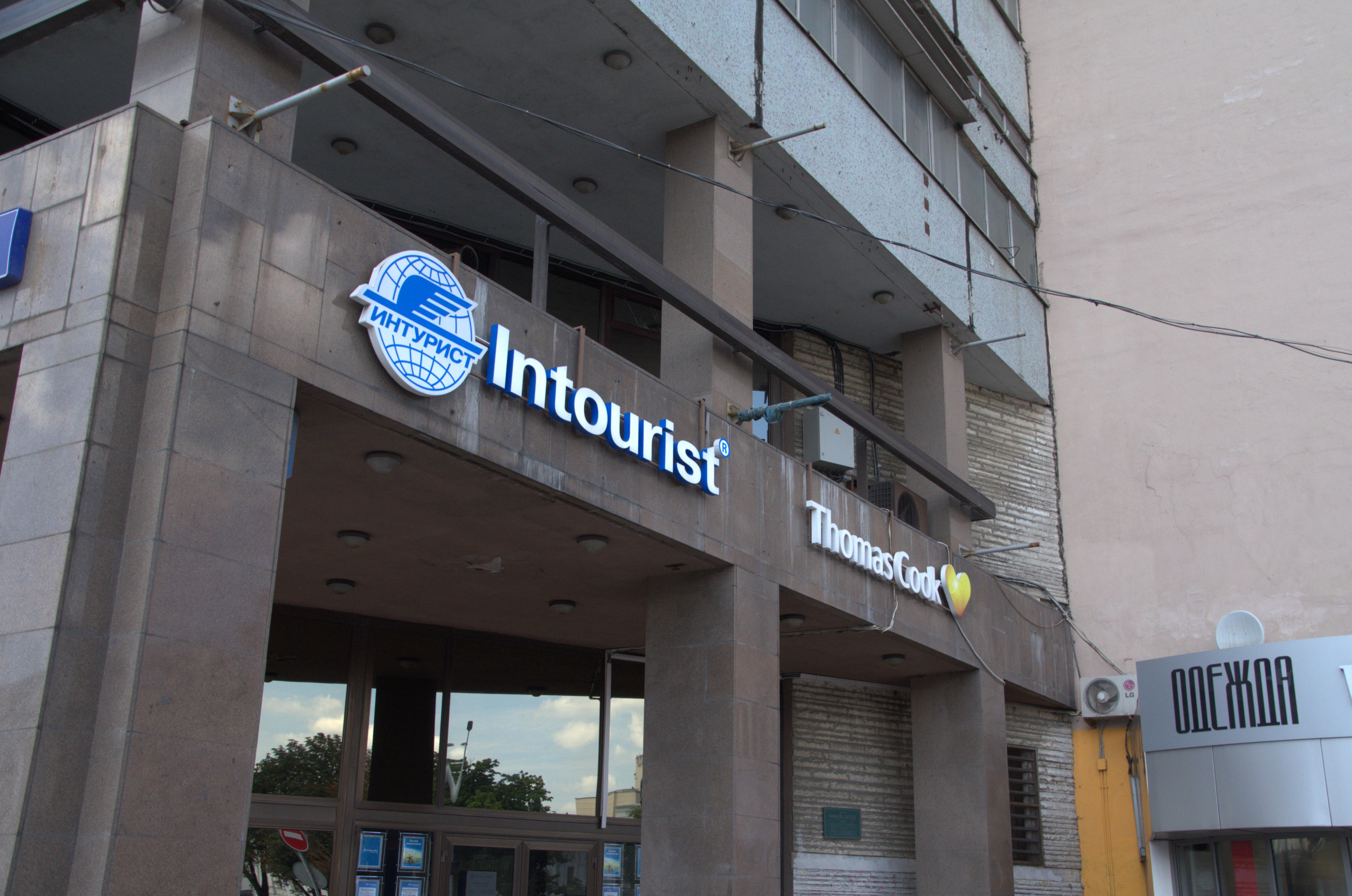
Intourist i Moskva 2016.

Intourist (ryska: Интурист, en sammandragning av иностранный турист, "utländsk turist") är en rysk resebyrå, som till 66% ägs av det Moskva-baserade holdingbolaget Sistema.
Innan privatiseringen år 1992, var Intourist känt som den officiella statliga resebyrån i Sovjetunionen. Det grundades 1929 av Josef Stalin och bestod av NKVD- och senare KGB-tjänstemän. Intourist var ansvarigt för den stora majoriteten av utlänningars tillträde till och resa inom Sovjetunionen. Det växte till en av de största turistorganisationerna i världen, med ett nätverk som omfattar banker, hotell, och växlingskontor.
Sistema hade planerat att börsintroducera Intourist på Londonbörsen 2007.